# Lagonda M 45
Lagonda M 45 – samochód sportowy produkowany przez brytyjską firmę Lagonda w latach 1933–1936. Wyposażony był on w otwarte nadwozie. Samochód był napędzany przez silnik R4 4,5 l. 

## Dane techniczne
- R4 4,5 l (4467 cm³)
- Układ zasilania: b.d.
- Średnica × skok tłoka: b.d.
- Stopień sprężania: b.d.
- Moc maksymalna: 140 KM (102,5 kW)
- Maksymalny moment obrotowy:
- Prędkość maksymalna: b.d.